# Ben Macpherson

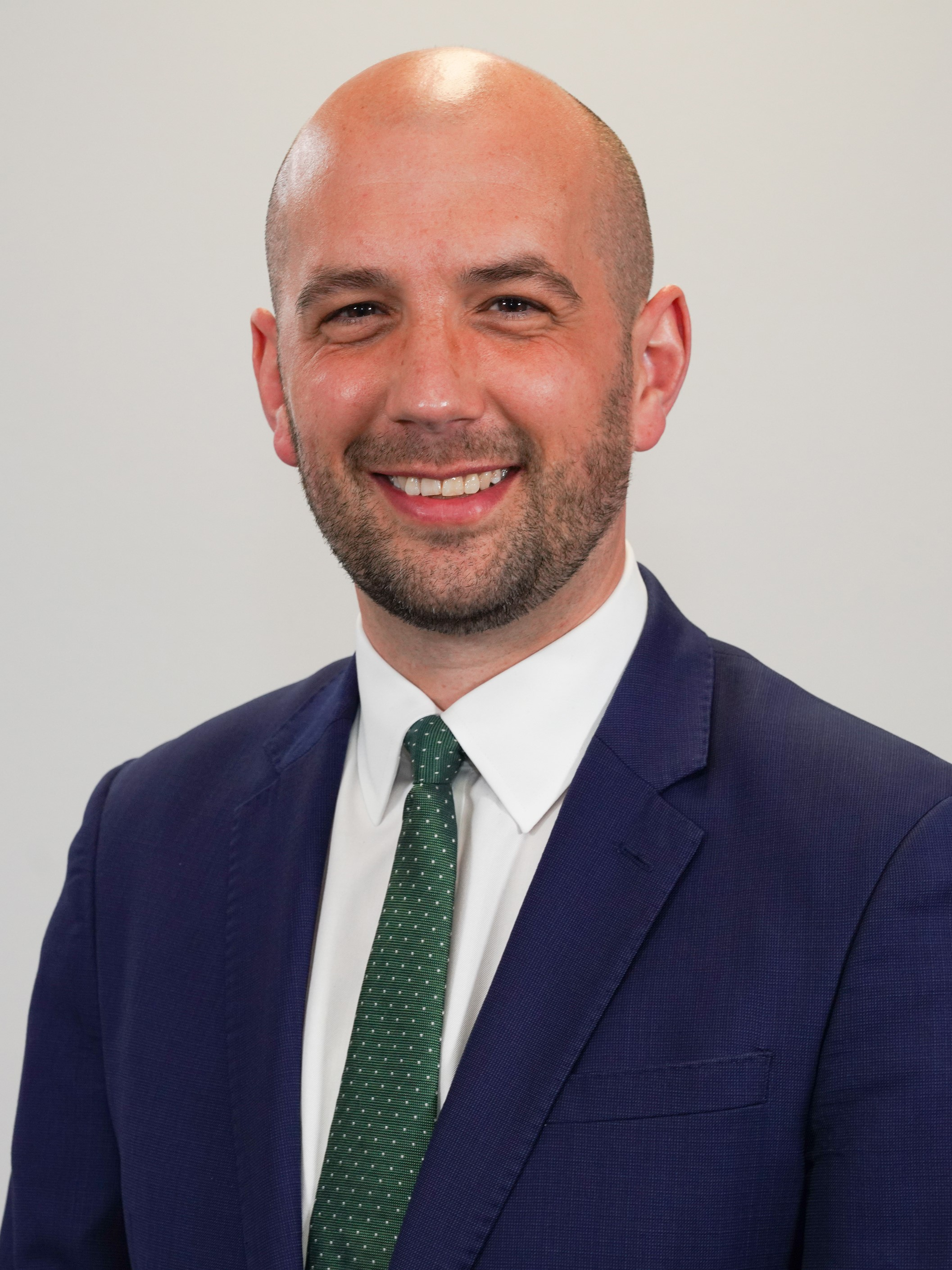
Ben Macpherson (2021)

Ben Macpherson ist ein schottischer Politiker. Er gehört der Scottish National Party (SNP) an, erhielt im Jahr 2016 erstmals als direkt gewählter Abgeordneter des Wahlkreises Edinburgh-Nord/Leith einen Sitz im schottischen Landesparlament und übte von 2018 bis 2023 verschiedene Funktionen als Junior-Minister aus.

## Leben und Ausbildung
Der in der ersten Hälfte der 1980er-Jahre in Edinburgh geborene Macpherson besuchte die Flora Stevenson Primary School im Edinburgher Stadtteile Comely Bank und anschließend die George Heriot's School, am Lauriston Place. Anschließend studierte er Philosophie und Politik an der University of York. Später studierte er Jura an der Universität von Edinburgh.
Als Jugendlicher hatte sich Macpherson in der örtlichen Labour-Partei engagiert. Mit sechzehn absolvierte er ein Praktikum bei seinem örtlichen Labour-Abgeordneten Malcolm Chisolm, in dessen Wahlkreis er später selbst gewählt wurde. Im Jahr 2005 trat er der SNP bei, nachdem er die Labour-Partei 2003 wegen des Irakkriegs und mangelnder Fortschritte bei der sozialen Integration verlassen hatte.
Er arbeitete in verschiedenen Funktionen und Sektoren, u. a. als Barkeeper, für ein Wellenenergieunternehmen und als Büroangestellter an der James Gillespie's High School. Nach der Zulassung als Rechtsanwalt arbeitete für die bedeutende Anwaltsfirma Brodies.
Im Sommer des Jahres 2004 beteiligte er sich zu Fuß an dem Marsch von Edinburgh nach London, um auf den jährlich stattfindenden Internationalen Tag des Friedens aufmerksam zu machen. In seiner Jugend war er ein begeisterter Fußballer und spielte für mehrere Mannschaften in Edinburgh und die erste Mannschaft der Universität York.

## Politische Laufbahn
Im August 2015 wurde Macpherson aus einem Feld von zehn Bewerbern als SNP-Kandidat für den Wahlkreis Edinburgh Nord und Leith ausgewählt, wobei er von dem ehemaligen SNP-Vorsitzenden Alex Salmond unterstützt wurde. Macpherson wurde als „einer der aufgehenden Sterne der SNP“ bezeichnet und gewann den Sitz bei den Wahlen zum schottischen Parlament im Mai 2016 mit einem Vorsprung von 18 Prozentpunkten gegenüber dem Kandidaten der Labour Party. Er trat die Nachfolge von Malcolm Chisholm an, der nicht wieder kandidiert hatte.
Als Hinterbänkler war er Mitglied im Justizausschuss und im Ausschuss für soziale Sicherheit. Ferner fungierte er als Verbindungsmann der Regierungschefin Nicola Sturgeon  zum Parlament.
Am 27. Juni 2018 wurde er zum Junior-Minister für Europa, Migration und internationale Entwicklung in der schottischen Regierung ernannt. Diese Funktion hatte er bis Februar 2020 inne, als er Junior-Minister für öffentliche Finanzen und Migration wurde. Im Dezember 2020 wurde er zum Junior-Minister für ländliche Angelegenheiten und die natürliche Umwelt ernannt.
Macpherson wurde bei den Wahlen zum schottischen Parlament 2021 mit einer Mehrheit von knapp 12.000 Stimmen gegenüber der Labour-Kandidatin wiedergewählt, Bei der anschließenden Regierungsbildung wurde Macpherson am 19. Mai zum Junior-Minister für soziale Sicherheit und Kommunalverwaltung ernannt.
Der Ende März 2023 ins Amt gekommenen Regierung von Humza Yousaf gehörte er nicht mehr an.